# 奧羅拉 (內華達州)
奧羅拉（英語：Aurora）是位於美國內華達州米納勒爾縣的鬼鎮。

## 歷史
奧羅拉的郵局於1906年設立，其後於1919年停運。

## 地理
奧羅拉所處的海拔為高於海平面2268米（即7440英呎），而該地所採用的時區為UTC-8，即太平洋时区（PST）。同時該地設有夏令時間，為UTC-8調快一小時，即UTC-7（PDT）。